# Jerker
Jerker, eine Variante von Erik, ist ein schwedischer männlicher Vorname.

## Namensträger
- Jerker Eriksson (* 1974), schwedischer Schriftsteller
- Jerker Lysell (* 1989), schwedischer Orientierungsläufer
- Jerker Porath (1921–2016), schwedischer Biochemiker
- Jerker Kluge (* 1974), deutscher Jazzmusiker